# Limnephilus rhea
Limnephilus rhea är en nattsländeart som beskrevs av Ruiter 1995. Limnephilus rhea ingår i släktet Limnephilus och familjen husmasknattsländor. Inga underarter finns listade i Catalogue of Life.